# Izotopy osmia
Přírodní osmium (76Os) je tvořeno sedmi izotopy; šesti stabilními: 184Os (přirozený výskyt 0,02 %), 187Os (1,96 %), 188Os (13,24 %), 189Os (16,15 %), 190Os (26,26 %) a 192Os (40,78 %); a radioizotopem 186Os (1,59 %, poločas přeměny 2,0×1015 let), který je vzhledem k dlouhému poločasu přeměny obvykle považován za stabilní. Bylo také popsáno 36 umělých radioizotopů, s nukleonovými čísly 161 až 203, a několik jaderných izomerů tohoto prvku. Nejstabilnější umělé radioizotopy jsou 194Os (poločas přeměny 6,0 let), 185Os (93,6 dne), 191Os (15,4 6 d), 193Os (30,11 hodin) a 182Os (21,84 h). Všechny ostatní mají poločasy kratší než 14 hodin, většina pod 1,5 minuty. Radioizotopy s nukleonovým číslem 185 a nižším se většinou přeměňují beta plus přeměnou na izotopy rhenia, zatímco u 191Os a těžších radioizotopů se vyskytuje přeměna beta minus na iridium..
187Os vzniká přeměnou 187Re (poločas přeměny 4,33×1010 let). Měření poměru obsahu tohoto izotopu a 188Os, stejně jako poměru 187Re/188Os, se využívá k datování pozemských a meteorických hornin.

## Seznam izotopů
| symbol nuklidu | Z(p)              | N(n)              | hmotnost izotopu (u) | poločas přeměny        | způsob(y) přeměny      | produkt(y) přeměny     | jaderný spin | reprezentativní izotopové složení (molární zlomek) | rozmezí přirozeného výskytu (molární zlomek) |
| symbol nuklidu | excitační energie | excitační energie | excitační energie    | poločas přeměny        | způsob(y) přeměny      | produkt(y) přeměny     | jaderný spin | reprezentativní izotopové složení (molární zlomek) | rozmezí přirozeného výskytu (molární zlomek) |
| -------------- | ----------------- | ----------------- | -------------------- | ---------------------- | ---------------------- | ---------------------- | ------------ | -------------------------------------------------- | -------------------------------------------- |
| 161Os          | 76                | 85                |                      | 0,64(6) ms             | α                      | 157W                   |              |                                                    |                                              |
| 162Os          | 76                | 86                | 161,984 43(54)       | 2,1(1) ms              | α                      | 158W                   | 0            |                                                    |                                              |
| 163Os          | 76                | 87                | 162,982 69(43)       | 5,5(6) ms              | α                      | 159W                   | -7/2         |                                                    |                                              |
| 164Os          | 76                | 88                | 163,978 04(22)       | 21(1) ms               | α (98 %)               | 160W                   | 0            |                                                    |                                              |
| 164Os          | 76                | 88                | 163,978 04(22)       | 21(1) ms               | β+ (2 %)               | 164Re                  | 0            |                                                    |                                              |
| 165Os          | 76                | 89                | 164,976 76(22)       | 71(3) ms               | α (90 %)               | 161W                   | -7/2         |                                                    |                                              |
| 165Os          | 76                | 89                | 164,976 76(22)       | 71(3) ms               | β+ (10 %)              | 165Re                  | -7/2         |                                                    |                                              |
| 166Os          | 76                | 90                | 165,972 691(20)      | 208(6) ms              | α (72 %)               | 162W                   | 0            |                                                    |                                              |
| 166Os          | 76                | 90                | 165,972 691(20)      | 208(6) ms              | β+ (28 %)              | 166Re                  | 0            |                                                    |                                              |
| 167Os          | 76                | 91                | 166,971 55(8)        | 810(60) ms             | α (57 %)               | 163W                   | -7/2         |                                                    |                                              |
| 167Os          | 76                | 91                | 166,971 55(8)        | 810(60) ms             | β+ (43 %)              | 167Re                  | -7/2         |                                                    |                                              |
| 168Os          | 76                | 92                | 167,967 804(13)      | 2,1(1) s               | β+ (57 %)              | 168Re                  | 0            |                                                    |                                              |
| 168Os          | 76                | 92                | 167,967 804(13)      | 2,1(1) s               | α (43 %)               | 164W                   | 0            |                                                    |                                              |
| 169Os          | 76                | 93                | 168,967 019(27)      | 3,43(14) s             | β+ (86,3 %)            | 169Re                  | -5/2         |                                                    |                                              |
| 169Os          | 76                | 93                | 168,967 019(27)      | 3,43(14) s             | α (13,7 %)             | 165W                   | -5/2         |                                                    |                                              |
| 170Os          | 76                | 94                | 169,963 577(12)      | 7,37(18) s             | β+ (90,5 %)            | 170Re                  | 0            |                                                    |                                              |
| 170Os          | 76                | 94                | 169,963 577(12)      | 7,37(18) s             | α (9,5 %)              | 176W                   | 0            |                                                    |                                              |
| 171Os          | 76                | 95                | 170,963 185(20)      | 8,3(2) s               | β+ (98,2 %)            | 171Re                  | -5/2         |                                                    |                                              |
| 171Os          | 76                | 95                | 170,963 185(20)      | 8,3(2) s               | α (1,8 %)              | 167W                   | -5/2         |                                                    |                                              |
| 172Os          | 76                | 96                | 171,960 023(16)      | 19,2(9) s              | β+ (99,8 %)            | 172Re                  | 0            |                                                    |                                              |
| 172Os          | 76                | 96                | 171,960 023(16)      | 19,2(9) s              | α (0,2 %)              | 168W                   | 0            |                                                    |                                              |
| 173Os          | 76                | 97                | 172,959 808(16)      | 22,4(9) s              | β+ (99,6 %)            | 173Re                  | -5/2         |                                                    |                                              |
| 173Os          | 76                | 97                | 172,959 808(16)      | 22,4(9) s              | α (0,4 %)              | 169W                   | -5/2         |                                                    |                                              |
| 174Os          | 76                | 98                | 173,957 062(12)      | 44(4) s                | β+ (99,98 %)           | 174Re                  | 0            |                                                    |                                              |
| 174Os          | 76                | 98                | 173,957 062(12)      | 44(4) s                | α (0,02 %)             | 170W                   | 0            |                                                    |                                              |
| 175Os          | 76                | 99                | 174,956 946(15)      | 1,4(1) min             | β+                     | 175Re                  | -5/2         |                                                    |                                              |
| 176Os          | 76                | 100               | 175,954 81(3)        | 3,6(5) min             | β+                     | 176Re                  | 0            |                                                    |                                              |
| 177Os          | 76                | 101               | 176,954 965(17)      | 3,0(2) min             | β+                     | 177Re                  | -1/2         |                                                    |                                              |
| 178Os          | 76                | 102               | 177,953 251(18)      | 5,0(4) min             | β+                     | 178Re                  | 0            |                                                    |                                              |
| 179Os          | 76                | 103               | 178,953 816(19)      | 6,5(3) min             | β+                     | 179Re                  | -1/2         |                                                    |                                              |
| 180Os          | 76                | 104               | 179,952 379(22)      | 21,5(4) min            | β+                     | 180Re                  | 0            |                                                    |                                              |
| 181Os          | 76                | 105               | 180,953 24(3)        | 105(3) min             | β+                     | 181Re                  | -1/2         |                                                    |                                              |
| 181m1Os        | 49,2 keV          | 49,2 keV          | 49,2 keV             | 2,7(1) min             | β+ (≥97 %)             | 181Re                  | -7/2         |                                                    |                                              |
| 181m1Os        | 49,2 keV          | 49,2 keV          | 49,2 keV             | 2,7(1) min             | IC (≤3 %)              | 181Os                  | -7/2         |                                                    |                                              |
| 181m2Os        | 156,5(7) keV      | 156,5(7) keV      | 156,5(7) keV         | 316(18) ns             |                        |                        | +9/2         |                                                    |                                              |
| 182Os          | 76                | 106               | 181,952 110(23)      | 21,84(20) h            | EC                     | 182Re                  | 0            |                                                    |                                              |
| 182mOs         | 1 831,4 keV       | 1 831,4 keV       | 1 831,4 keV          | 0,78(7) ms             | IC                     | 182Os                  | -8           |                                                    |                                              |
| 183Os          | 76                | 107               | 182,953 13(5)        | 13,0(5) h              | β+                     | 183Re                  | +9/2         |                                                    |                                              |
| 183mOs         | 170,7 keV         | 170,7 keV         | 170,7 keV            | 9,9(3) h               | β+ (85 %)              | 183Re                  | -1/2         |                                                    |                                              |
| 183mOs         | 170,7 keV         | 170,7 keV         | 170,7 keV            | 9,9(3) h               | IC (15 %)              | 183Os                  | -1/2         |                                                    |                                              |
| 184Os          | 76                | 108               | 183,952 489 1(14)    | Pozorovatelně stabilní | Pozorovatelně stabilní | Pozorovatelně stabilní | 0            | 2(1)×10−4                                          |                                              |
| 185Os          | 76                | 109               | 184,954 042 3(14)    | 93,6(5) d              | EC                     | 185Re                  | -1/2         |                                                    |                                              |
| 185m1Os        | 102,3(7) keV      | 102,3(7) keV      | 102,3(7) keV         | 3,0(4) µs              |                        |                        | -7/2         |                                                    |                                              |
| 185m2Os        | 275,7(8) keV      | 275,7(8) keV      | 275,7(8) keV         | 0,78(5) µs             |                        |                        | +11/2        |                                                    |                                              |
| 186Os          | 76                | 110               | 185,953 838 2(15)    | 2,0(11)×1015 r         | α                      | 182W                   | 0            | 0,015 9(3)                                         |                                              |
| 187Os          | 76                | 111               | 186,955 750 5(15)    | Pozorovatelně stabilní | Pozorovatelně stabilní | Pozorovatelně stabilní | -1/2         | 0,019 6(2)                                         |                                              |
| 188Os          | 76                | 112               | 187,955 838 2(15)    | Pozorovatelně stabilní | Pozorovatelně stabilní | Pozorovatelně stabilní | 0            | 0,132 4(8)                                         |                                              |
| 189Os          | 76                | 113               | 188,958 147 5(16)    | Pozorovatelně stabilní | Pozorovatelně stabilní | Pozorovatelně stabilní | -3/2         | 0,161 5(5)                                         |                                              |
| 189mOs         | 30,8 keV          | 30,8 keV          | 30,8 keV             | 5,81(6) h              | IC                     | 189Os                  | -9/2         |                                                    |                                              |
| 190Os          | 76                | 114               | 189,958 447 0(16)    | Pozorovatelně stabilní | Pozorovatelně stabilní | Pozorovatelně stabilní | 0            | 0,262 6(2)                                         |                                              |
| 190mOs         | 1 705,4(2) keV    | 1 705,4(2) keV    | 1 705,4(2) keV       | 9,9(1) min             | IC                     | 190Os                  | -10          |                                                    |                                              |
| 191Os          | 76                | 115               | 190,960 929 7(16)    | 15,4(1) d              | β−                     | 191Ir                  | -9/2         |                                                    |                                              |
| 191mOs         | 74,4 keV          | 74,4 keV          | 74,4 keV             | 13,10(5) h             | IC                     | 191Os                  | -3/2         |                                                    |                                              |
| 192Os          | 76                | 116               | 191,961 480 7(27)    | Pozorovatelně stabilní | Pozorovatelně stabilní | Pozorovatelně stabilní | 0            | 0,407 8(19)                                        |                                              |
| 192mOs         | 2 015,4 keV       | 2 015,4 keV       | 2 015,4 keV          | 5,9(1) s               | IC (>87 %)             | 192Os                  | -10          |                                                    |                                              |
| 192mOs         | 2 015,4 keV       | 2 015,4 keV       | 2 015,4 keV          | 5,9(1) s               | β− (<13 %)             | 192Ir                  | -10          |                                                    |                                              |
| 193Os          | 76                | 117               | 192,964 151 6(27)    | 30,11(1) h             | β−                     | 193Ir                  | -3/2         |                                                    |                                              |
| 194Os          | 76                | 118               | 193,965 182 1(28)    | 6,0(2) r               | β−                     | 194Ir                  | 0            |                                                    |                                              |
| 195Os          | 76                | 119               | 194,968 13(54)       | ≈9 min                 | β−                     | 195Ir                  |              |                                                    |                                              |
| 196Os          | 76                | 120               | 195,969 64(4)        | 34,9(2) min            | β−                     | 196Ir                  | 0            |                                                    |                                              |
| 197Os          | 76                | 121               |                      | 2,8(6) min             | β−                     | 197Ir                  |              |                                                    |                                              |
| 198Os          | 76                | 122               |                      |                        | β−                     | 198Ir                  | 0            |                                                    |                                              |
| 199Os          | 76                | 123               |                      | 6(3) s                 | β−                     | 199Ir                  |              |                                                    |                                              |
| 200Os          | 76                | 124               |                      | 6,5(35) s              | β−                     | 200Ir                  | 0            |                                                    |                                              |
| 201Os          | 76                | 125               |                      | >160 ns                | β−                     | 201Ir                  |              |                                                    |                                              |
| 202Os          | 76                | 126               |                      | >160 ns                | β−                     | 202Ir                  | 0            |                                                    |                                              |
| 203Os          | 76                | 127               |                      | >160 ns                | β−                     | 203Ir                  |              |                                                    |                                              |